# Asplenium balearicum
Asplenium balearicum är en svartbräkenväxtart som beskrevs av Shivas. Asplenium balearicum ingår i släktet Asplenium och familjen Aspleniaceae. Inga underarter finns listade.